# Marienberg (Brandenburg an der Havel)
Der Marienberg oder Harlungerberg ist eine Bodenerhebung in Brandenburg an der Havel. Der Marienberg zählt zu den kulturhistorisch bedeutsamen Orten der Mark Brandenburg.

## Entstehung
Der Marienberg wurde während der letzten, der Weichselkaltzeit als End- oder Stauchmoräne durch von Nordosten vordringendes Inlandseis geformt. Die Erhebung wurde an der nur noch abschnittsweise nachvollziehbaren Eisrandlage 1c der Brandenburg-Phase gebildet. Die Eisrandlage lässt sich vom Fohrder Berg, dem Gallberg und dem Schwarzen Berg nordwestlich von Brandenburg über den Marienberg zum Rietzer Berg im Südosten verfolgen. Von einigen Autoren wird der Marienberg auch als südlicher Ausläufer der Nauener Platte angesehen.

## Name
Der ursprüngliche Name des Berges, der auch heute noch mitunter verwendet wird, lautet Harlungerberg. Der Brandenburger Ortshistoriker Otto Tschirch verbindet diesen Namen mit dem germanisch-mythischen Geschlecht der Harlungen. Bei einem Brüderpaar dieses Geschlechtes, den Söhnen des Herzogs Ake Harlungertrost, Edgard und Ake, soll es sich um Neffen des Gotenkönigs Ermanarich gehandelt haben. Über die Ironsage ist dieses Geschlecht mutmaßlich mit Brandenburg an der Havel verbunden, da es sich bei dem Jarl Iron um einen Jarl von Brandenburg gehandelt haben soll. Tschirch spricht davon, dass es in Deutschland mehrere Harlungerberge gäbe, die sich auf denselben Namensursprung beriefen, weil das Volk in ihnen den Ort vermutet, an welchem der bedeutendste Schatz der Harlungen, der Brisingamen der Göttin Freyja, vergraben sein soll.
Der Brandenburger Ortshistoriker Friedrich Grasow hingegen siedelt auf einer seiner Karten einen archäologisch nicht belegten und quellenkundlich unsicheren Weiler Harlungate am Westfuß des Berges an. Brekow führt als Beleg für den Weiler Harlungate oder Harlungathe Urkunden aus dem Jahre 1195 beziehungsweise aus dem 14. Jahrhundert an.
Mit der überregionalen Bedeutung der Pilgerstätte Marienkirche zwischen 1220 und 1722 setzte sich jedoch im Volksmund später der Name Marienberg durch, der gegenwärtig auch amtlich geführt wird.

## Lage und Ausdehnung
Der Marienberg befindet sich nordwestlich der historischen Altstadt Brandenburg, etwa einen Kilometer nördlich des rechten Havelufers. Unterhalb des Hügels verliefen alte Handelswege von Altstadt Brandenburg nach Magdeburg und Rathenow. Die Kuppe erreicht eine Höhe von etwa 69 m ü. NHN. Die oft angegebene Höhe von 67,7 m bezieht sich auf die Oberfläche der „Tagesmarke“ des Trigonometrischen Punktes, der nicht auf dem höchsten Punkt des Berges liegt. Die Oberfläche des Wasserspeichers mit einer Seehöhe von rund 79 m ü. NHN gilt in der Topografie nicht als Geländehöhe, da sie auf einem Bauwerk liegt. Die Ausdehnung des Berges beträgt von Norden nach Süden etwa 600 Meter, von Westen nach Osten etwa 900 Meter. Über das Niveau der Stadt erhebt sich der Berg etwa 35 Meter. Das Material besteht aus Sanderde. Erst im Zuge der Stadterweiterung nach 1901 kam das Gelände in Stadtrandlage. Mit der Errichtung des Stadtteils Brandenburg-Nord ab dem 21. Juli 1959 wurde der Marienberg zu einem innerstädtischen Areal und von Bebauung umschlossen.

## Geschichte

### Vorgeschichte und Mittelalter

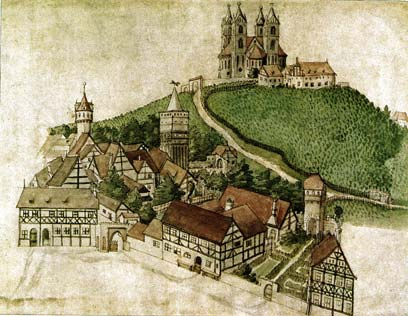
Der Marienberg mit der Marienkirche von Brandenburg an der Havel, nach einem Bild des Stadtschreibers Zacharias Garcaeus aus dem Jahre 1588

Obwohl die oberen Lagen des Marienberges zu keiner Zeit selbst als Besiedlungsfläche genutzt wurden, diente seine Bergkuppe schon in prähistorischer Zeit als zentrale Kultstätte verschiedener Religionen. Laut Tschirch war auf dem Marienberg wohl ein heiliger Hain oder ein Heiligtum der Semnonen, welcher beziehungsweise welches der Göttin Frigg oder der Göttin Freyja gewidmet war. Archäologische oder Quellenbelege sind dafür jedoch nicht vorhanden. Grundlage dieser Vermutung sind lediglich etymologische Überlegungen. Sächsische Quellen der Wendezeit vom ersten zum zweiten nachchristlichen Jahrtausend beschreiben auf dem Marienberg ein Triglawheiligtum.
Nach der Christianisierung des slawischen Gaues Heveldun wurde das Triglawheiligtum von einer Marienkultstätte abgelöst, aus der sich dann nach 1220 die ehemalige, prächtige Marienkirche entwickelte. Diese war zwischen 1435 und 1539 umgeben von Konventsgebäuden des Prämonstratenser-Chorherrenstiftes Unserer lieben Frau auf dem Berge. Es war wohl die einzige Epoche, in welcher die Hügelspitze dauerhaft bewohnt war. In der Stiftskirche führte Kurfürst Friedrich II. 1443 zur Wiederbelebung ritterlicher Ideale und gegen den Bedeutungsverlust der Marienkirche den märkischen Zweig des Schwanenordens ein, dem auch Frauen beitreten konnten. Mit dem Einzug der Reformation begann die Auflösung des Klosters, der Kirche und des Ordens auf dem Berge.
Am Südhang des Berges wurde seit dem Mittelalter ein (eher saurer) Wein gezogen. Aus der Zeit des Weinbaus stammen die Weinmeisterhäuser und der Weinmeisterweg am Nordhang. Der älteste noch existierende Weinstock wächst auf einem solchen ehemaligen Weinmeistergehöft am Nordhang. Verschiedene Autoren rechnen diesen Weinanbau zum nördlichsten und einem der frühen Weinanbaue Deutschlands, da erste urkundliche Nachrichten den Weinanbau schon 1173 belegen. 1437 und 1741 verfroren die Weinreben in strengen Winterfrösten und gingen ein.

### Neuzeit
1723 befand sich eine Lärmkanone auf dem Berg, die der Stadt die Fahnenflucht eines Soldaten der Brandenburger Garnison melden und die Bevölkerung zur aktiven Teilnahme an der Ergreifung des Deserteurs auffordern sollte. In der Nähe des Marienkrankenhauses am Osthang befindet sich eine unerklärte Bodenrinne, der Mariengrund, die bisher einem Aushub des 18. Jahrhunderts zugeschrieben wird. Das Sandmaterial soll entnommen worden sein, um sumpfiges Exerziergelände, die Musterwiese, im Nordosten des Berges aufzuschütten. Dem steht entgegen, dass auf einem im Jahre 1631 von den schwedischen Truppen gefertigten Befestigungsplan beider Städte Brandenburg eine Schraffur zu erkennen ist, die die Lage des Mariengrunds am Weg zur als Orientierung bedeutsamen Marienkirche angibt. Wenn diese Zeichnung als vorhandene Bodenvertiefung vor der Entstehung des Planes zu deuten wäre, dann würde dies bedeuten, dass der vermutete Aushub für die Auffüllung des Exerziergeländes nicht der Grund für die Entstehung dieser Geländeform ist.
Ebenfalls seit der Mitte des 18. Jahrhunderts wurden dem Willen Friedrichs des Großen entsprechend Maulbeerbäume zur Aufnahme der Seidenproduktion angepflanzt, die sich jedoch aus klimatischen Gründen nicht halten konnten. 1809 wurde das Projekt endgültig aufgegeben. Zwischen 1832 und 1850 befand sich auf der Kuppe des Marienberges die Station 7 des Preußischen optischen Telegrafen auf der Linie Berlin – Coblenz. Diese nahm nach Osten mit der Station 6 in Schenkenberg und nach Westen mit der Station 8 auf dem Mühlenberg bei Möser Kontakt auf. Als zentrale natürliche Bodenerhebung ist der Wasserspeicher für die Stadt Brandenburg an der Havel auf diesem installiert. Ein erster Kessel mit Wasserleitungen wurde 1894/95 installiert, der 1967 bis 1969 erneuert wurde.
Am Marienberg wurden zwei Krankenhäuser errichtet. So liegt am Südhang das 1901 als städtisches Krankenhaus errichtete Universitätsklinikum Brandenburg an der Havel als Krankenhaus der Schwerpunktversorgung, welches ein Hochschulkrankenhaus der Medizinischen Hochschule Brandenburg ist. Ein zweites Krankenhaus, das Marienkrankenhaus, findet sich hinter dem Gelände der ehemaligen Adler-Brauerei am Osthang des Marienberges. Dies ist ein geriatrisches Spezialkrankenhaus.
Am Nordhang befindet sich das Krematorium mit Friedhof der Stadt Brandenburg, welches unter Oberbürgermeister Walther Ausländer 1926 gebaut wurde. Die erste Urne, die auf dem anliegenden Friedhof beigesetzt wurde, war diejenige Ausländers, der allerdings in Berlin kremiert wurde. In der Zeit des Nationalsozialismus dienten die Berghänge der Hitler-Jugend häufig als Kulisse für Sonnenwendfeiern. Ab 1947 wurde am Nordhang das Ehrenmal für die im Zuchthaus Brandenburg-Görden hingerichteten antifaschistischen Widerstandskämpfer errichtet. Die Gedenkstätte sollte in den 1980er bis 1990er Jahren zu einer Nationalen Mahn- und Gedenkstätte der DDR mit angeschlossenem Forschungszentrum ausgebaut werden. Nach der deutschen Wiedervereinigung wurden diese Pläne nicht weiter verfolgt.

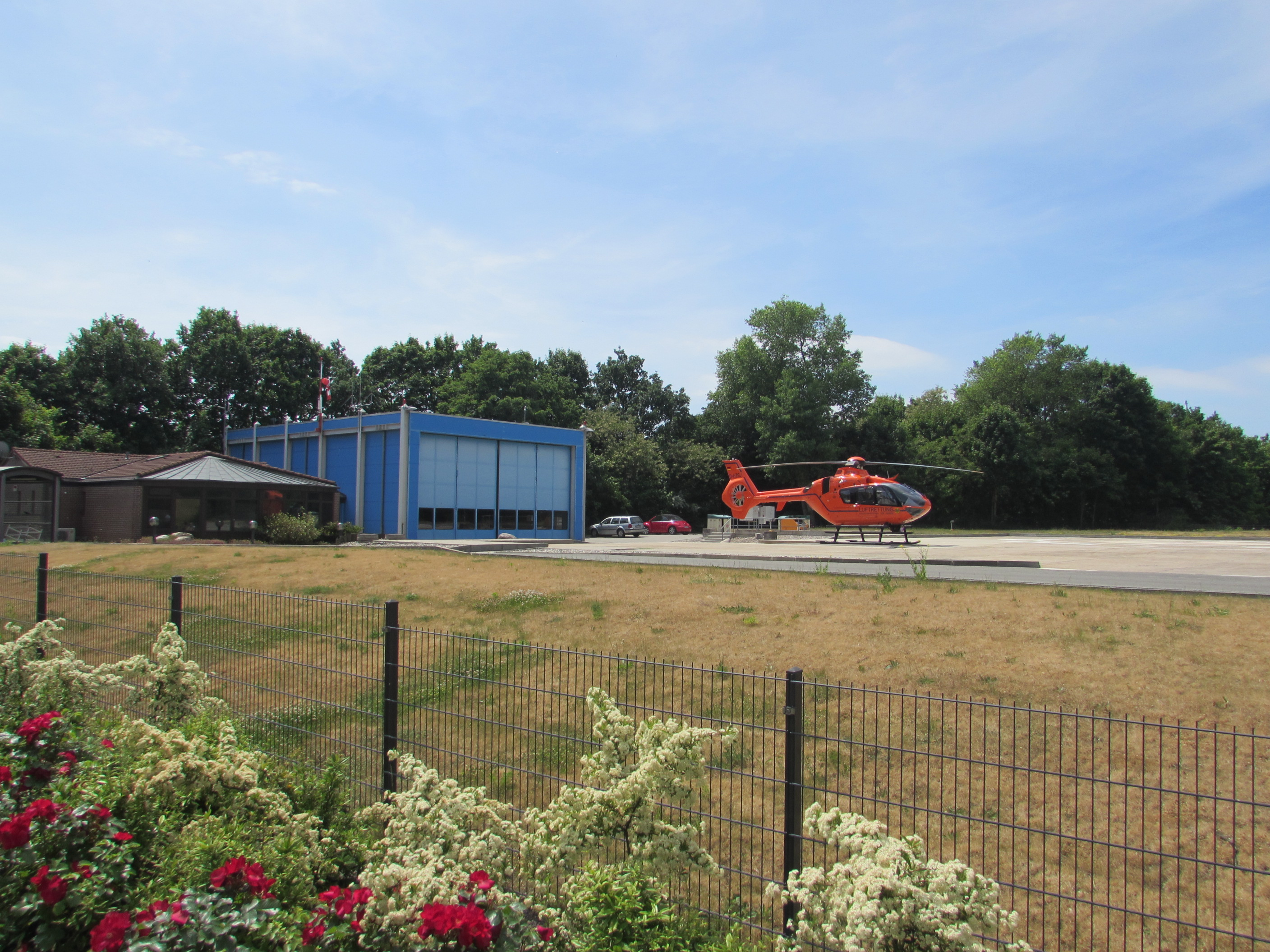
Rettungshubschrauber Christoph 35 und die 1994 in Betrieb genommene Station auf dem Marienberg

Bei den nach der alten Adler-Brauerei benannten Adlerterrassen in der Bergstraße 14, fand am 12. Oktober 1989 eine Veranstaltung des Kirchenkreises unter dem Motto „Friede, Gerechtigkeit und Bewahrung der Umwelt“ statt, die zu den wichtigen Schlüsselereignissen der politischen Wende in Brandenburg an der Havel zählt. Auf dem Marienberg befand sich bis in die 1990er Jahre eine Eis- und Rollschuhbahn für Kinder, die dem Start- und Landeplatz des Rettungshubschraubers Christoph 35 weichen musste.

#### Stadtpark
Im 19. Jahrhundert wurde der Marienberg als Park und Naherholungsziel umgestaltet. Um die gärtnerische Gestaltung des Marienbergs machte sich ab 1830 unter anderem der Brandenburger Schornsteinfegermeister Johann Gottfried Bröse, der schon den Brandenburger Krugpark entwarf und gestaltete, verdient. Ab 1899 wurde auf dem Berg aus Stiftungsgeldern des Brandenburger Bürgers und Fabrikanten Robert Leue ein Naturpark angelegt, der bis in die 1960er Jahre auch ein kleines Heimattiergehege beherbergte. 1974 bis 1975 wurde die Parkanlage auf dem Marienberg umfassen zu einem etwa 22 Hektar großen „Park der Kultur und Erholung“ umgestaltet. Beispielsweise wurde in diesem Zusammenhang ein seit 1941 bestehender Soldatenfriedhof beseitigt. Nach jahrzehntelangem weitgehenden Verfall der Parkanlagen wurden diese im Rahmen der Vorbereitung für die Bundesgartenschau 2015 neu und umgestaltet. Der Marienberg mit Park und Anlagen war eine der zentralen Stätten der Stadt Brandenburg für die Gartenschau unter dem Motto „von Dom zu Dom - entlang dem blauen Band der Havel“.

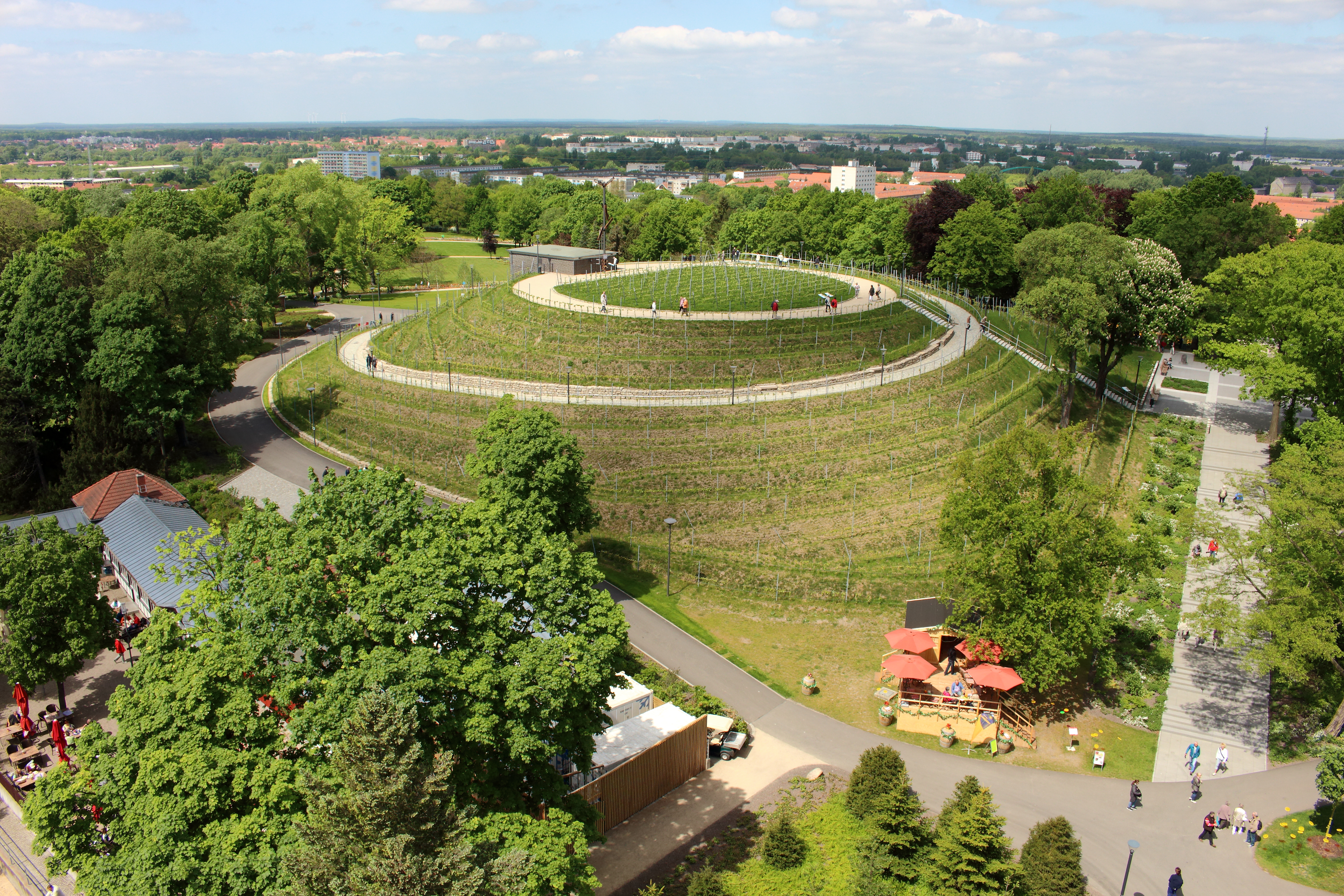
Weinbau auf dem Hochbehälter des Wasserspeichers
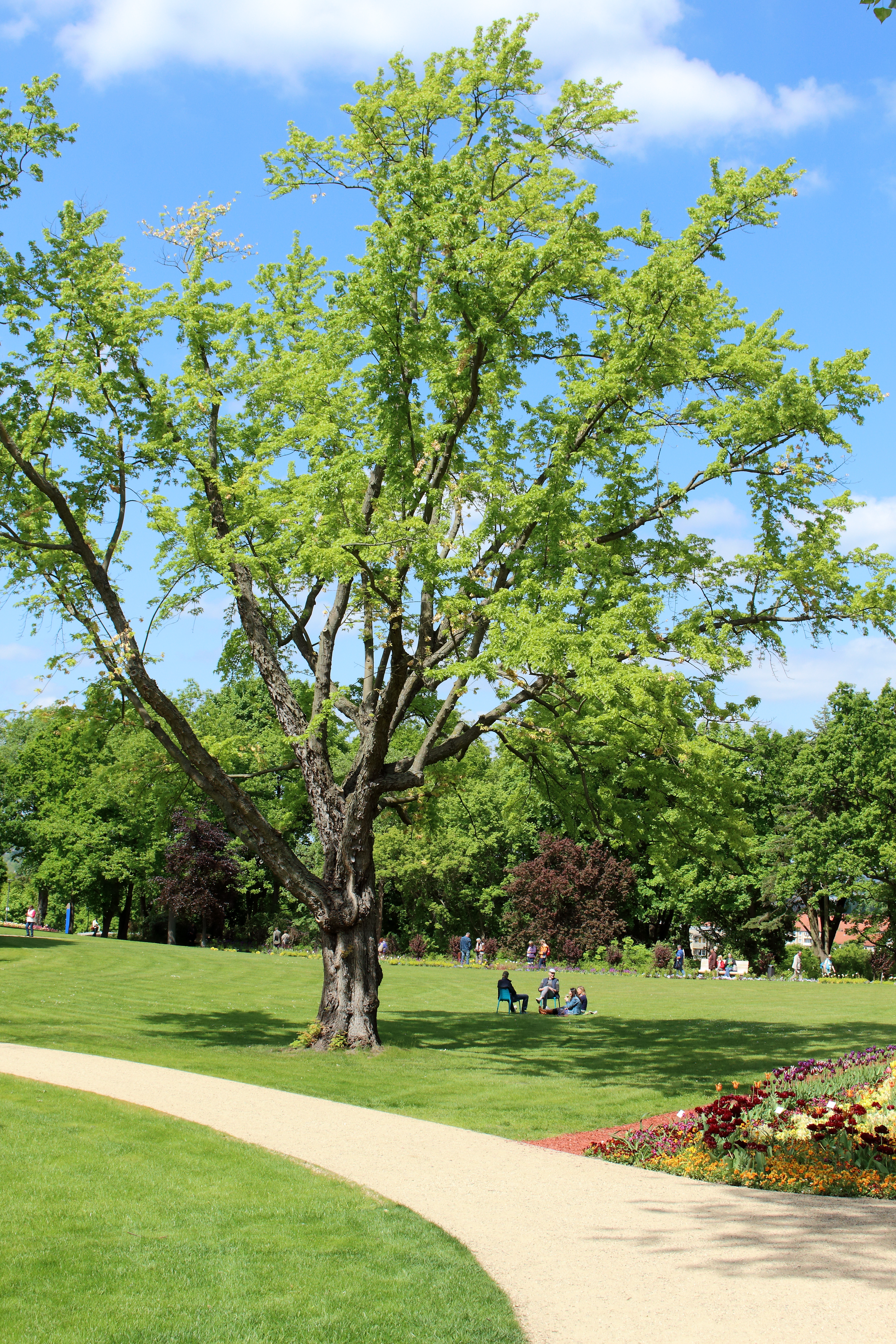
Parkanlage
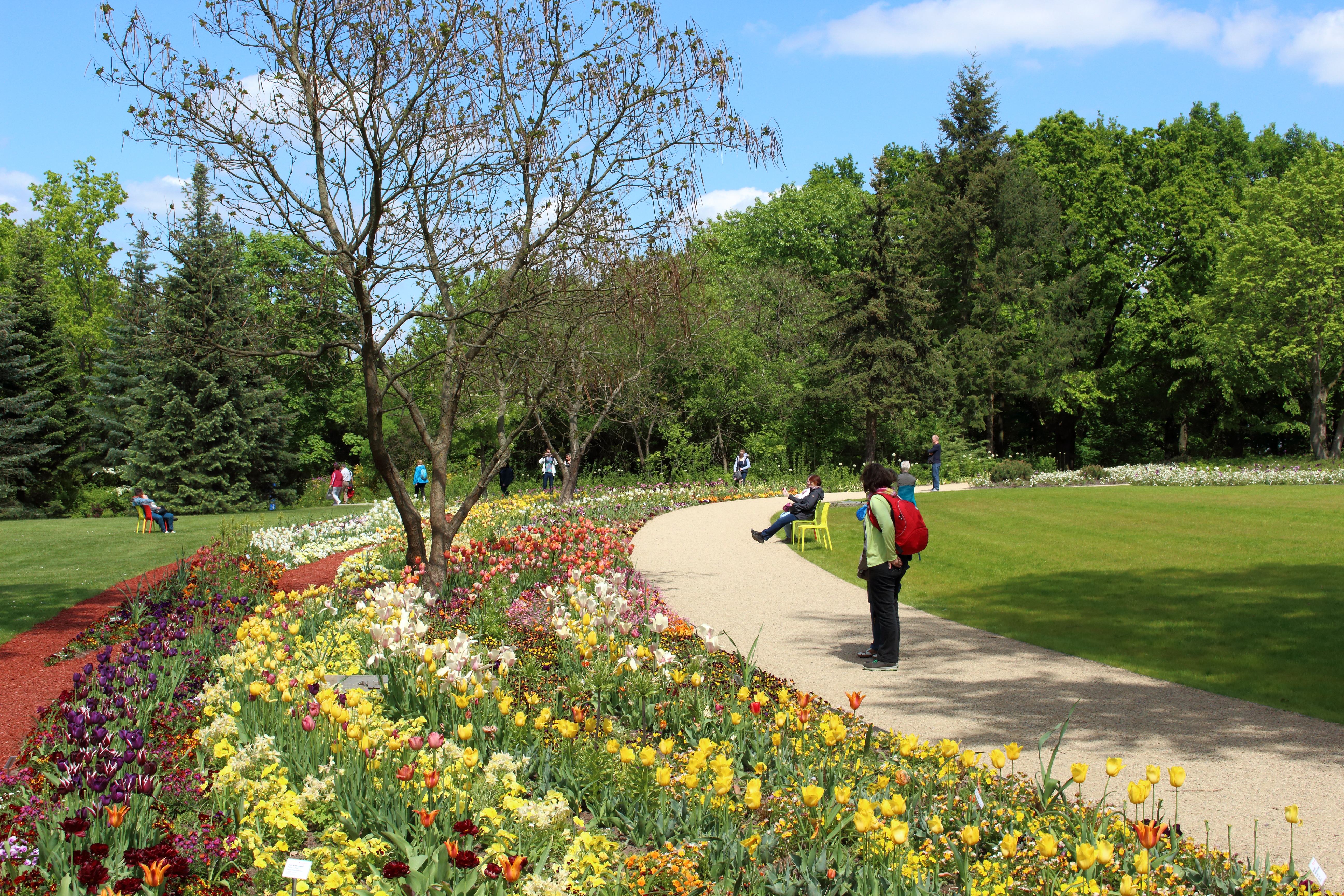
Blumenbeete
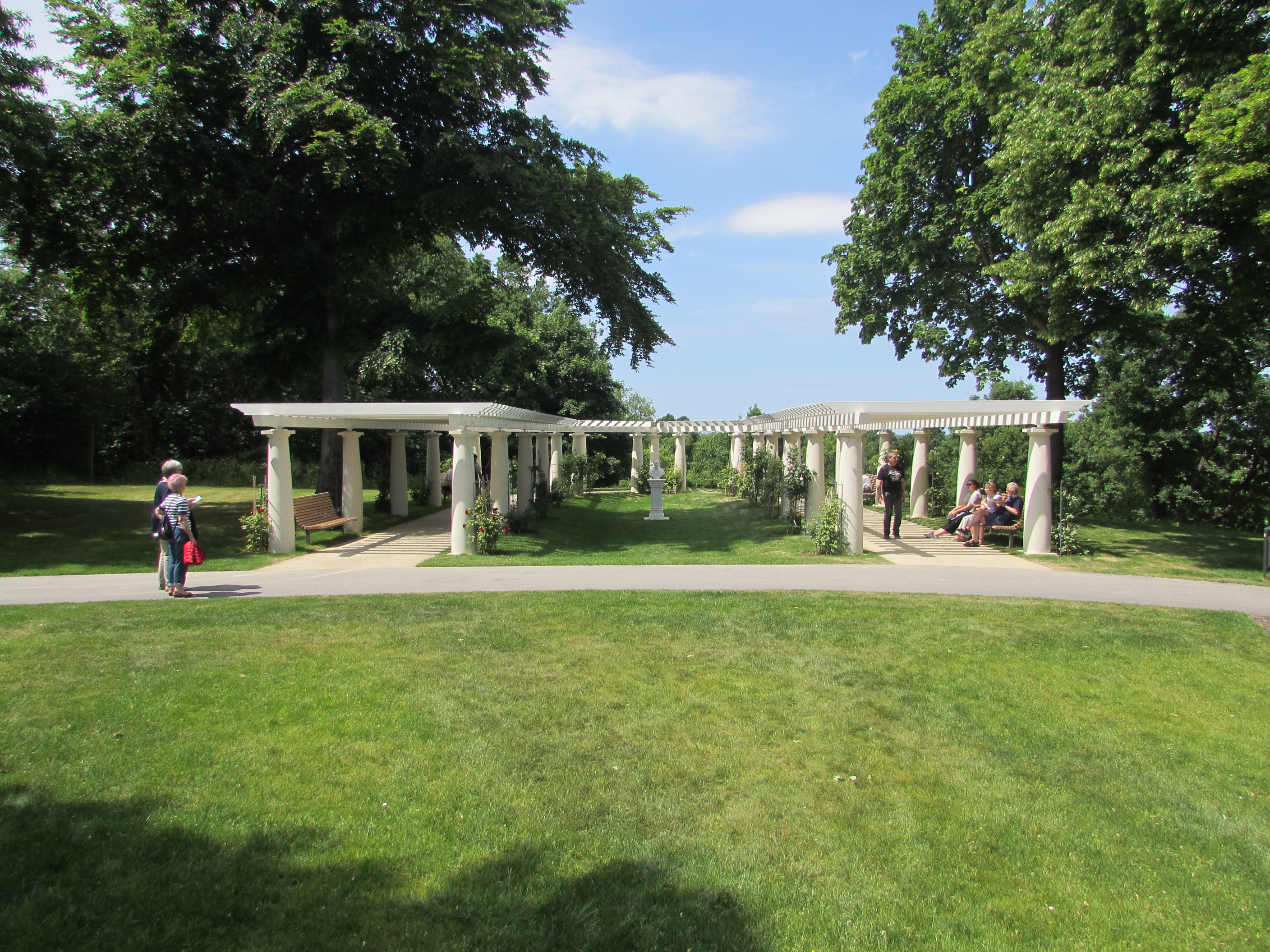
Laubengang
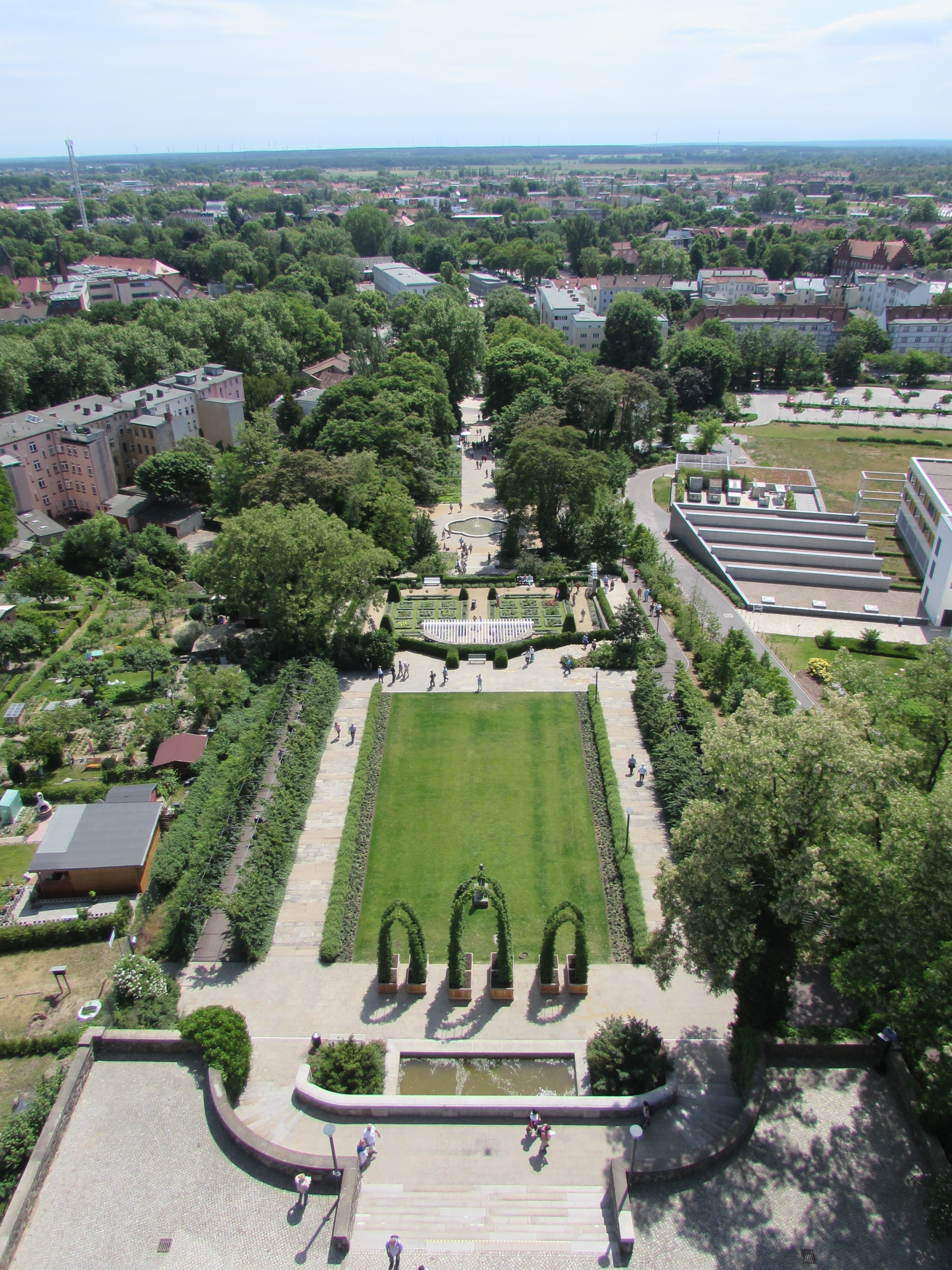
Südlicher Aufgang

#### Kriegerdenkmal, Bismarckwarte, Friedenswarte

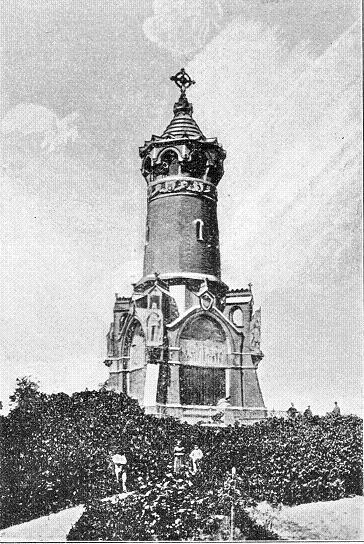
Ehemaliges Kriegerdenkmal (1879–1945)

Am 12. August 1879 wurde ein Kriegerdenkmal auf dem Berg eingeweiht, das nach Plänen und unter Leitung des Architekten Hubert Stier ab 1874 gebaut wurde. Es wurde genau an der Stelle errichtet, an der früher eine Marienkirche gestanden hatte und war als weithin sichtbarer Turm mit Aussichtsgeschoss gestaltet und 30 Meter hoch. Sein Zweck war nach Darstellung des Architekten, „ein Siegesdenkmal für die Kriege von 1864, 66 und 70, 71“ zu sein, das „die Namen der in diesen Feldzügen aus der Provinz Brandenburg gebürtigen Gefallenen dem Gedächtniß überliefern, und ferner zugleich an die Rolle erinnern, welche der Mark Brandenburg in der historischen Entwickelung der Ereignisse, deren letzten Abschnitt jene Kriege bilden, zuertheilt war.“ An seinem Fuß befanden sich elf Marmortafeln mit den Namen von 2495 gefallenen Soldaten.
Zum Ende des Zweiten Weltkriegs wurde das Kriegerdenkmal 1945 stark beschädigt und in den 1960er Jahren abgerissen.
Von 1905 bis 1908 wurde eine Bismarckwarte auf dem Marienberg errichtet. Diese wurde am 1. April 1908 eröffnet. Es handelte sich dabei um einen Jugendstilbau aus Granitfeldsteinen im Grundriss eines Kleeblattes und mit einer Feuerschale auf dem Dach versehen, der von Bruno Möhring entworfen worden war. Am 22. März 1974 wurde der Turm aus politischen Gründen unter dem Vorwand der Baufälligkeit abgerissen.
An Stelle der ein halbes Jahr zuvor abgerissenen ehemaligen Bismarckwarte wurde bis zum 7. Oktober 1974 aus Anlass des 25. Jahrestages der DDR ein 32,5 Meter hoher Aussichtsturm, die Friedenswarte, diesen Namen trug das Vorgängerbauwerk bereits seit 1958, errichtet.

#### Theater und Spielstätten

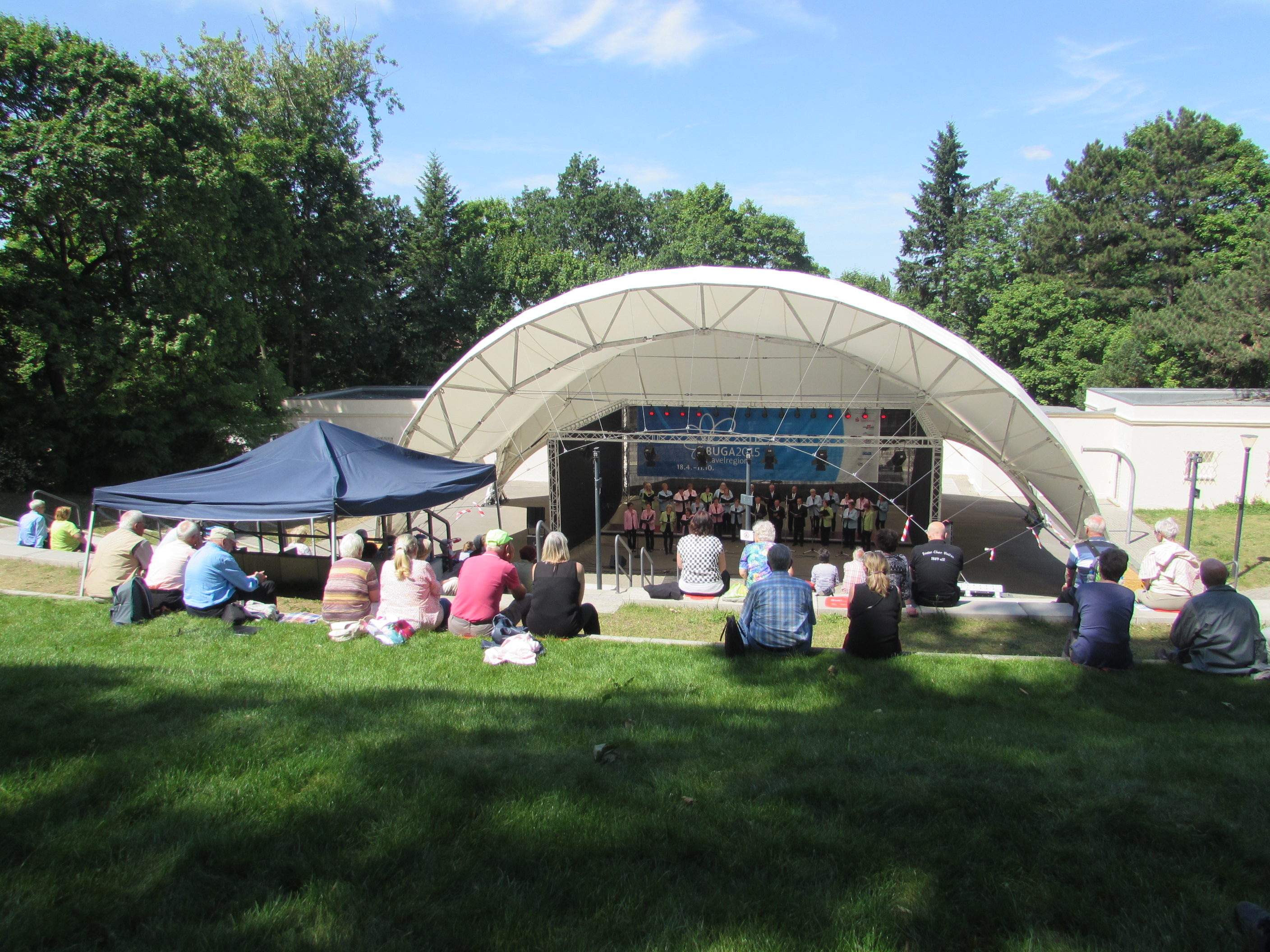
Die Freilichtbühne auf dem Marienberg

Im Jahre 1862 wurde auf dem Nordosthang, über dem Kurfürsten-Wall eine Bühnenspielstätte errichtet, die 1927 aus brand- und bautechnischem Gründen geschlossen wurde. Dieses Gelände gehört zum Marienkrankenhaus in der Bergstraße. Dem Portal des Marienkrankenhauses gegenüber befand sich das Ausflugslokal Ahlerts- oder Börnes Berg, in dem zeitweise ein Theaterbetrieb etabliert war.
Wahrscheinlich auf dem Nordhang des Berges bestand schon in den 1930er Jahren eine provisorische Freilichtbühne. In den Nordhang hinein wurde im Rahmen des NAW die jetzige etwa 650 Plätze fassende, 2.900 Quadratmeter große Freilichtbühne unter Beteiligung der FDJ als halbrunde Arena nach den Plänen von Stadtbaurat Paul Schulze von 1955 an neu errichtet und am 19. Mai 1956 eingeweiht. Die Finanzierung erfolgte ausschließlich durch Spenden aus der Bevölkerung und erfuhr keinerlei staatliche Beteiligung. Sie diente Theater- und Kinoaufführungen, kulturellen und Sportereignissen als Bühne. In den 1990er Jahren wurde der Spiel- und Konzertbetrieb unter anderem aufgrund des Lärmschutzes eingestellt. Die Freilichtbühne wurde nach jahrelangem Leerstand und Verfall im Jahre 2007 rekonstruiert. Viele Sitzplätze wurden allerdings zurückgebaut, einige Türen der Bühne vermauert. Stattdessen wurden auf der Bühne Sportgeräte, wie Ständer für Basketballkörbe, installiert. Die fehlende Nutzung und Unterhaltung des Bühnengebäudes leisten allerdings einem erneuten Verfallsprozess Vorschub.

#### Schwimmbad

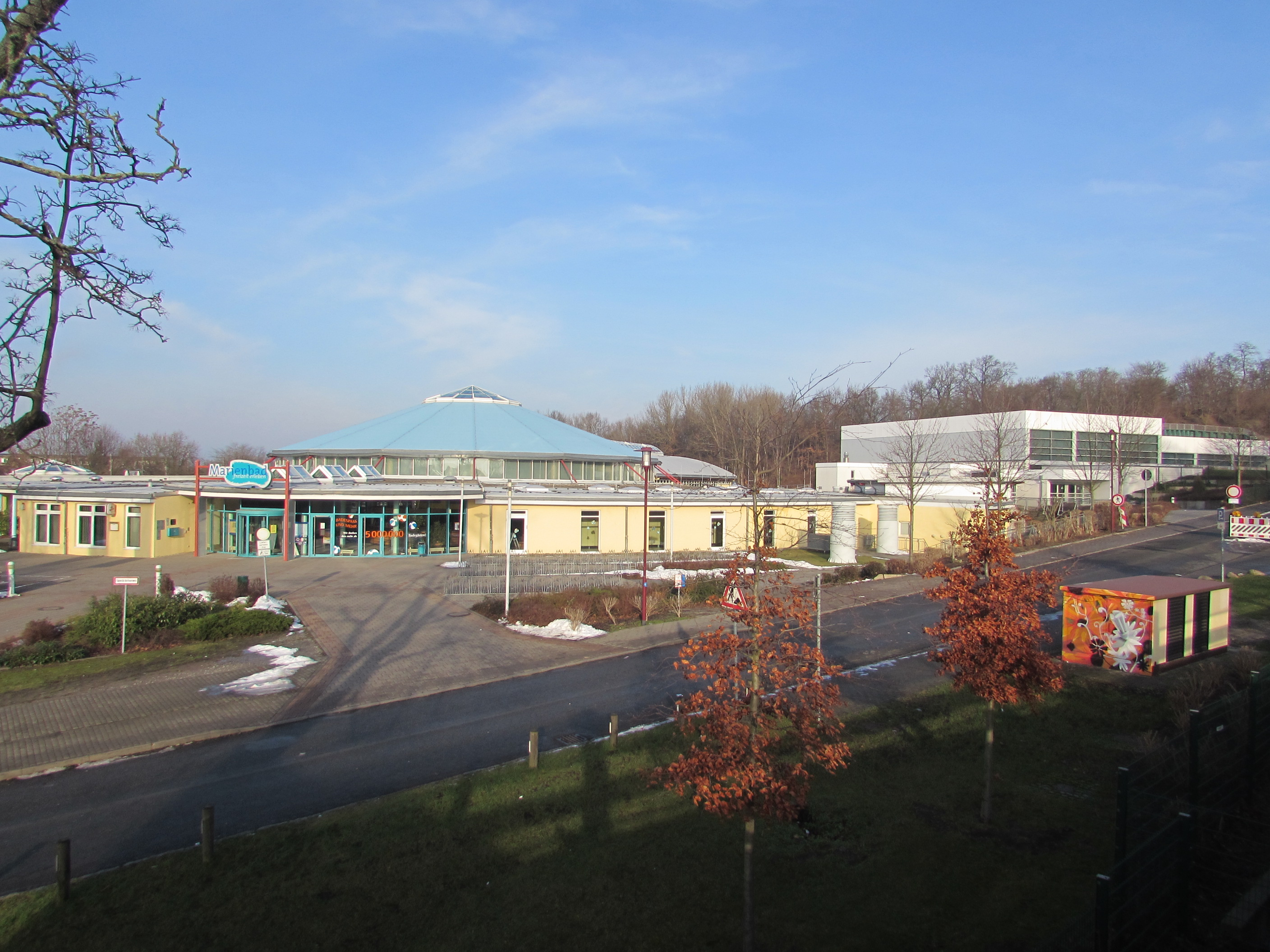
Das Marienbad am Westhang

Am Westhang befindet sich das Marienbad Brandenburg, ein Spaß- und Freizeitbad, welches anstelle des in der DDR gebauten Volksbades errichtet wurde. Das Volksbad wurde vom 19. Januar 1968 bis zum 21. Juni 1969 unter reger Anteilnahme der Brandenburger Bevölkerung und mit Unterstützung der in Brandenburg an der Havel stationierten sowjetischen Truppen gebaut. Die Brandenburger Bürger beteiligten sich im Rahmen des Nachfolgeprojektes des Nationalen Aufbauwerks und des Wettbewerbs „Schöner unsere Städte und Gemeinden - Mach mit!“ mit Arbeits- und Geldleistungen von insgesamt 4,3 Millionen Mark.  Das Volksbad war eine nationale Wettkampfstätte. So fanden in ihm beispielsweise 1979 die DDR-Meisterschaften im Schwimmen statt.

## Sagenwelt
Der Mariengrund dient als anschauliches Beispiel dafür, wie es selbst im aufgeklärten 18. und 19. Jahrhundert noch zur Sagenbildung kam. Denn obwohl mögliche Umstände der Materialentnahme in der Bevölkerung bekannt gewesen sein dürften, datierte der Volksmund den Zeitpunkt der Entstehung des Mariengrundes zurück in das frühe 13. Jahrhundert und erklärte, der Teufel habe aus Ärger über den Bau der Marienkirche eine ihrer Glocken in den Berg geschleudert, woraus diese Rinne entstanden sei. Siehe dazu oben im Abschnitt „Neuzeit“.
Ein weiterer Sagenstoff, der in der Brandenburger Bevölkerung noch immer präsent ist, behandelt einen fiktiven Tunnel, der zwischen der ehemaligen Marienkirche und dem Dom St. Peter und Paul bestanden haben soll. So soll nach einer populären Erzählung einem vom Domstift verurteilten Verbrecher Begnadigung unter der Bedingung in Aussicht gestellt worden sein, dass er diesen Tunnel erkunde. Der Verbrecher machte sich zwar vom Dom aus auf den Weg und gab noch eine Weile Lebenszeichen, die dann aber abrupt aufhörten. Daraufhin entschloss man sich, den Gang zu verschütten und zu vermauern, so dass der Einstieg seither verschollen ist. Zwar gab es eine enge geistige und sicherlich auch materielle Verbindung zwischen dem Prämonstratenser-Chorherrenstift auf dem Berge und dem ebenfalls prämonstratensischen Domkapitel. Die Topografie des von der Havel geteilten und sumpfigen Geländes zwischen der Marienkirche und dem Dom allerdings sowie die Sinnlosigkeit einer solchen Tunnelanlage lassen das auch in Zeiten des Mittelalters extrem teure Projekt eines mindestens 1,34 Kilometer langen Tunnels absurd erscheinen.